# 白尾海雕

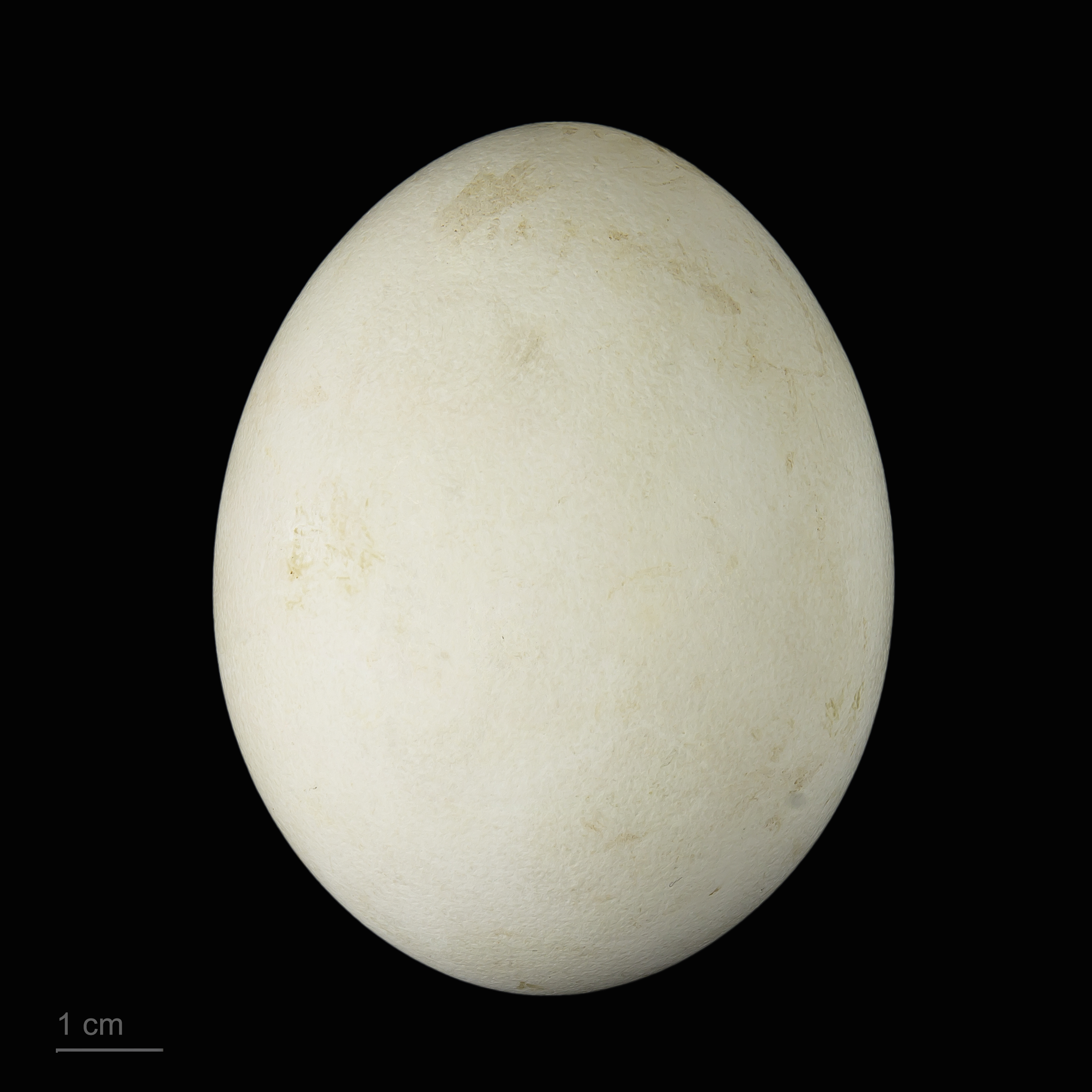
卵 Haliaeetus albicilla

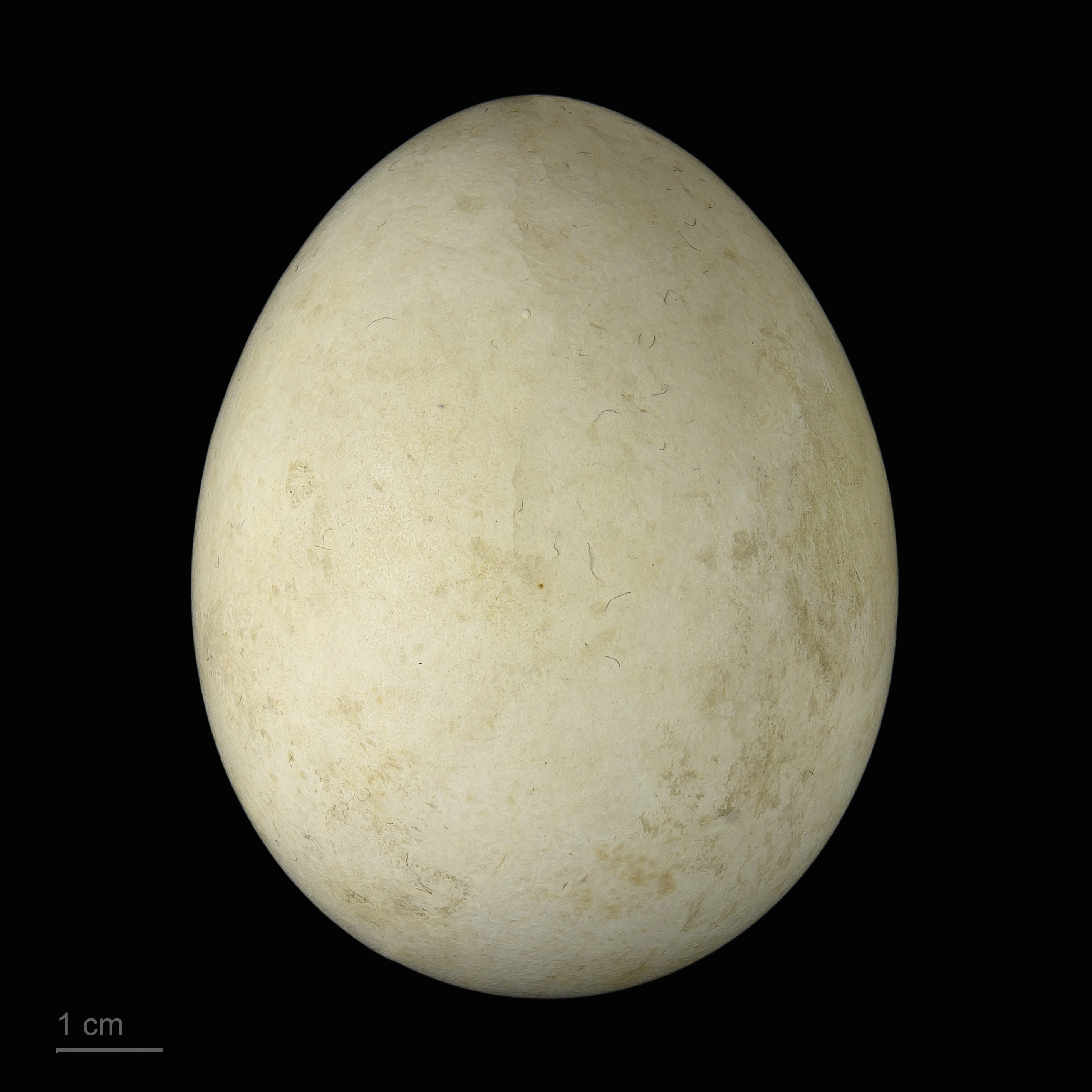
卵 Haliaeetus albicilla groenlandicus

白尾海雕，是鷹科中一種非常大型的猛禽。很多人認為牠們是美國白頭海雕的近親，並深信牠們在舊大陸居住在同一個生態位。

## 外觀
白尾海雕是一種大型的鳥類，長76到100公分，翼展長200至250公分，體重介乎於3.5到7.5公斤之間。雌性的比雄性的大很多。白尾海雕的翅膀張開時非常闊，頭部很大，嘴部很厚，很輕易就能把肉切開。成年的白尾海雕除了較淺色的頭部和頸部、白色的尾部、黃色的嘴和腳外，基本上全身的主要顏色為棕色。幼體的嘴和腳較成體的深色，在半成年時，牠們的尾部才變為帶黑色條紋的白色。

## 分佈情況及分類學
白尾海雕在北歐亞大陸進行繁殖。1975年，白尾海雕被成功引入蘇格蘭小三島（Small Isles）的拉姆島（Isle of Rum），現時牠們在整個外赫布里底群島（Outer Hebrides）和韋斯特羅斯（Wester Ross）的海岸進行繁殖。而在英國，白尾海雕仍然鮮少到那裡進行繁殖。全歐洲最大的白尾海雕族群位於挪威海岸。
2006年5月22日，有消息指有一對白尾海雕在荷蘭Oostvaardersplassen自然保護區內進行繁殖。牠們是自行進入該自然保護區的，而不是由人類引入。這是首次有白尾海雕自行進入荷蘭進行繁殖。在2007年，這對白尾海雕回到自己的巢去了。
2007年夏天，白尾海雕開始被引入愛爾蘭共和國。來自挪威的15隻年輕白尾海雕將被放於愛爾蘭西南部的凱里郡（County Kerry）基拉尼國家公園（Killarney National Park）。這個大型的項目將會持續數年，希望將更多的白尾海雕引至基拉尼國家公園。白尾海雕在愛爾蘭已有悠久的歷史，但在1800年代卻因為受到當地的人捕獵而逐漸消失了。在之後的5年都會每年有15隻小白尾海雕被放在基拉尼國家公園。
白尾海雕大多並不會遷徙，只有最北部的白尾海雕族群，像是在西伯利亞的白尾海雕才會在每年的冬季遷至南方。
在格陵蘭的最西南端及冰島西部有一個不遷徙的小族群。這個白尾海雕族群的成員體型特別大，因此以前有人認為這小族群是另一亞種，稱之為「groenlandicus」，現時科學家認為這族群是單型種（monotypic species），而牠們的體型之所以如此大是因為牠們為漸變群（Cline），即如伯格曼氏法則（Bergmann's Rule）所述。
白尾海雕與白頭海雕是一個複合種（species complex）。牠們從中新世早期開始出現差別。這個複合種由一個白頭的物種（白頭海雕）和一個黑頭的物種（白尾海雕）組成。像虎頭海雕（Steller's Sea-eagle）般，牠們都擁有黃色的爪和嘴，若是成體的話，牠們的眼睛亦然。

## 食物
白尾海雕的食物很多，有魚類、鳥類和腐肉，有時牠們亦會捕獵一些小型的哺乳動物。很多鳥類只吃腐肉維生，有時去搶水獺和其他鳥類的食物，而白尾海雕亦是一個很強的獵手。有些白尾海雕會跟金鷹爭奪兔和野兔，因為牠們兩者都會吃捕食這些動物。在繁殖季節期間，若牠們有了胎兒，牠們每天需要500至600克的食物。在冬季的月份，牠們不大想活動，這時牠們的食量就會降至每天吃200到300克的食物。

## 繁殖

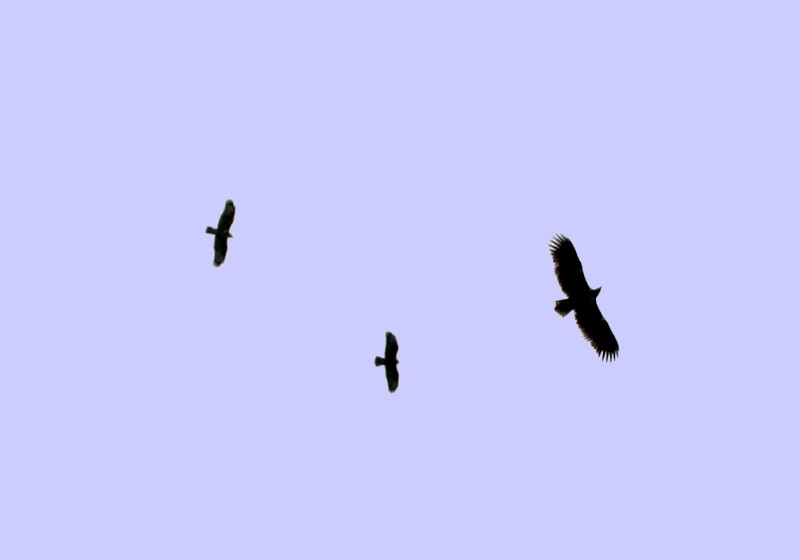
一隻幼白尾海雕（右）在蘇格蘭Canna島上空被兩隻鵟襲擊

白尾海雕在4或5歲時已性成熟。牠們找到配偶後就會跟對方共處一輩子，但若有其中一方死了，牠們仍舊會很快找到新的配偶。牠們會在空中示愛。白尾海雕發出的聲音要比金鷹多得多，特別是在繁殖季節期間，若雄性接近雛鳥時，雄性就會發出很多聲音。
白尾海雕的巢很大，一般是位於一棵樹上的樹枝或在海邊的懸崖構成的。牠們的巢通常會再使用，有時，一個巢甚至可用數十年。在斯堪地納維亞，不斷有很多樹木塌下來，就是因為長期負荷不住白尾海雕巨大的鳥巢。
一般而言，白尾海雕的巢穴位於隱蔽的懸崖上，但亦有時會在湖邊或河邊。白尾海雕的地盤可與金鷹的重疊，但是這兩個物種之間偶爾也會產生競爭。金鷹較喜歡山脈及荒野，而白尾海雕則較喜歡海岸和海洋。
一對白尾海雕每年可生出1到3隻蛋。雄性和雌性均會協助孵蛋的工作，而蛋一般會在離開母體後38天才孵化。在孵出後，幼鳥一般都很會互相遷就，但通常第一隻孵出的幼鳥體型都會較大，且在進食時佔有較大的優勢。雌性白尾海雕會完成大部分的孵蛋工作及較常餵幼鳥。在出生5到6個星期後，幼鳥一般就能自行進食，在出生11到12個星期後幼鳥才會長出羽毛，但牠們仍會一直留在巢中，依賴父母捕獵維生，再過6至7個星期牠們才開始懂得自立。

## 將近滅絕及後來在歐洲的復原
白尾海雕是頂級掠食者。在1959到60年代期間，白尾海雕在歐洲多處地方的數量急遽下跌，在一些地區甚至滅絕了。因此，很多地方都開始設立法律，希望能減少對白尾海雕的捕獵及保護繁殖區和冬季攝食區。後來，白尾海雕在歐洲的數量終於得以回升。因此，歐洲從前的白尾海雕繁殖區現時也重新引入了一些白尾海雕，但其數量直到今天仍在上升。
最近在歐洲中北部對白尾海雕進行的微隨體（microsatellite）粒線體DNA有關研究顯示，白尾海雕的數量仍在上升，仍然保持著可觀的遺傳多樣性（genetic diversity）數量，這暗示著牠們的近親交配衰退（inbreeding depression）的風險很低，這一再證明了白尾海雕的數量在歐洲已成功復原。

## 白尾海雕在中国
2020年底，青华海国家湿地公园管理中心及施甸县林草部门对鱼洞水库进行水鸟监测时，记录到了白尾海雕，这是保山市首次监测到白尾海雕。

## 紋章
在波蘭國徽中就可看到白尾海雕的形象。